# Langøya
Ne doit pas être confondu avec Langøya (Bømlo), Langøya (Fitjar) ou Langøya (Os).
Langøya (Langøya i Vesterålen pour la différencier de plusieurs îles homonymes), dans le comté du Nordland.

## Description
Elle fait partie de l'archipel des Vesterålen et elle est la troisième plus grande île de Norvège (hors Svalbard), avec une superficie de 850 km2. Elle comprend toute la commune de Bø i Vesterålen et une partie de celles d'Øksnes, Sortland et Hadsel.
Le point culminant de l'île est le Snykolla (commune d'Øksnes), avec 763 mètres d'altitude. Un autre sommet connu est le Ræka (607 m).
Langøya est reliée à Hinnøya à l'est par le pont de Sortland (Sortlandsbrua) sur le détroit du même nom ; au sud, à Hadseløya par le Hadselbrua qui traverse le Langøysund vers Børøya, et de là par le Børøybrua à Stokmarknes, sur Hadseløya.
Les agglomérations les plus importantes de l'île sont Sortland et Myre et le village de pêcheurs de Nyksund.

### Zone ornithologique
Une étendue d'environ 3000 ha de terres basses dans le centre et le sud-est de la côte de Langøya, composée principalement de prairies et de vasières, et comprenant la réserve naturelle de Vikosen, a été désignée zone importante pour la conservation des oiseaux (IBA) par BirdLife International (BLI) parce qu'elle abrite des populations de plusieurs milliers d'oies à pattes roses et de bernaches nonnettes en migration de passage.

### Réserve naturelle
- Réserve naturelle de Straume
- Réserve naturelle de Frugga
- Réserve naturelle de Hongværet/Galtholmen
- Réserve naturelle de Nyke/Tussen
- Réserve naturelle de Nykvåg/Nykan

## Galerie

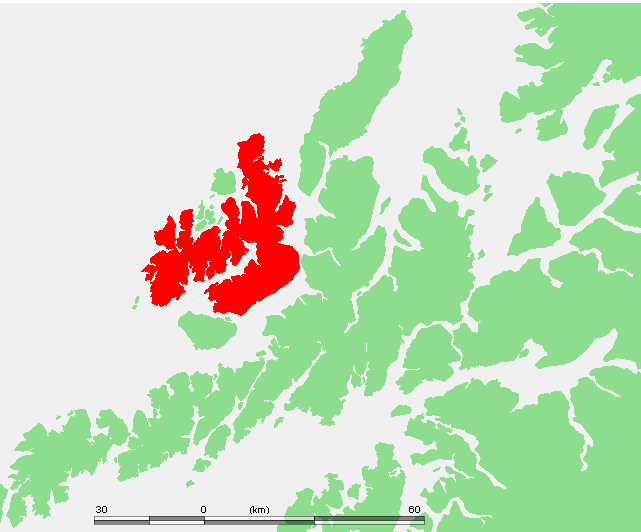
Localisation de Langøya dans les Vesterålen (Nordland)
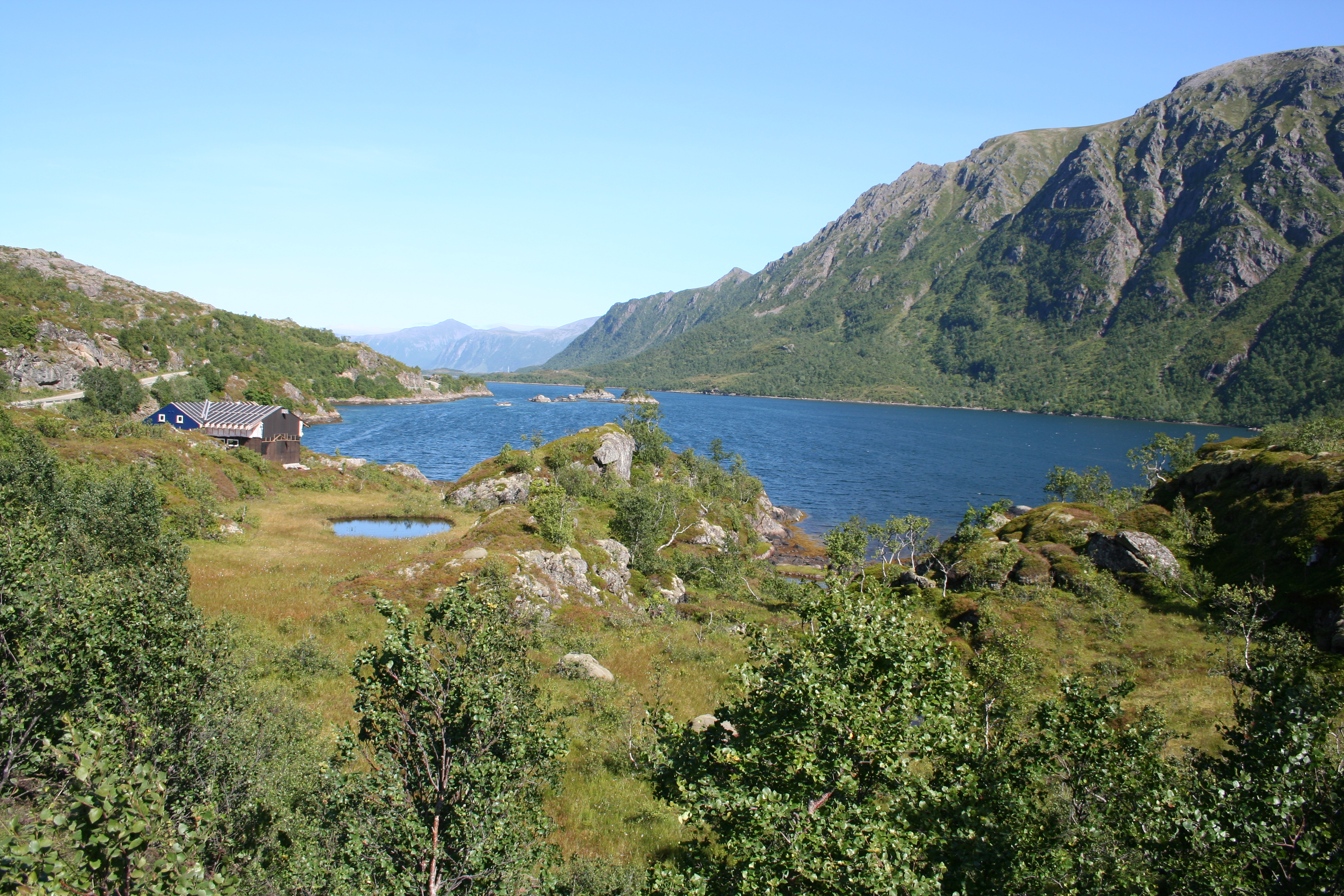
Le Lifjord à Øksnes
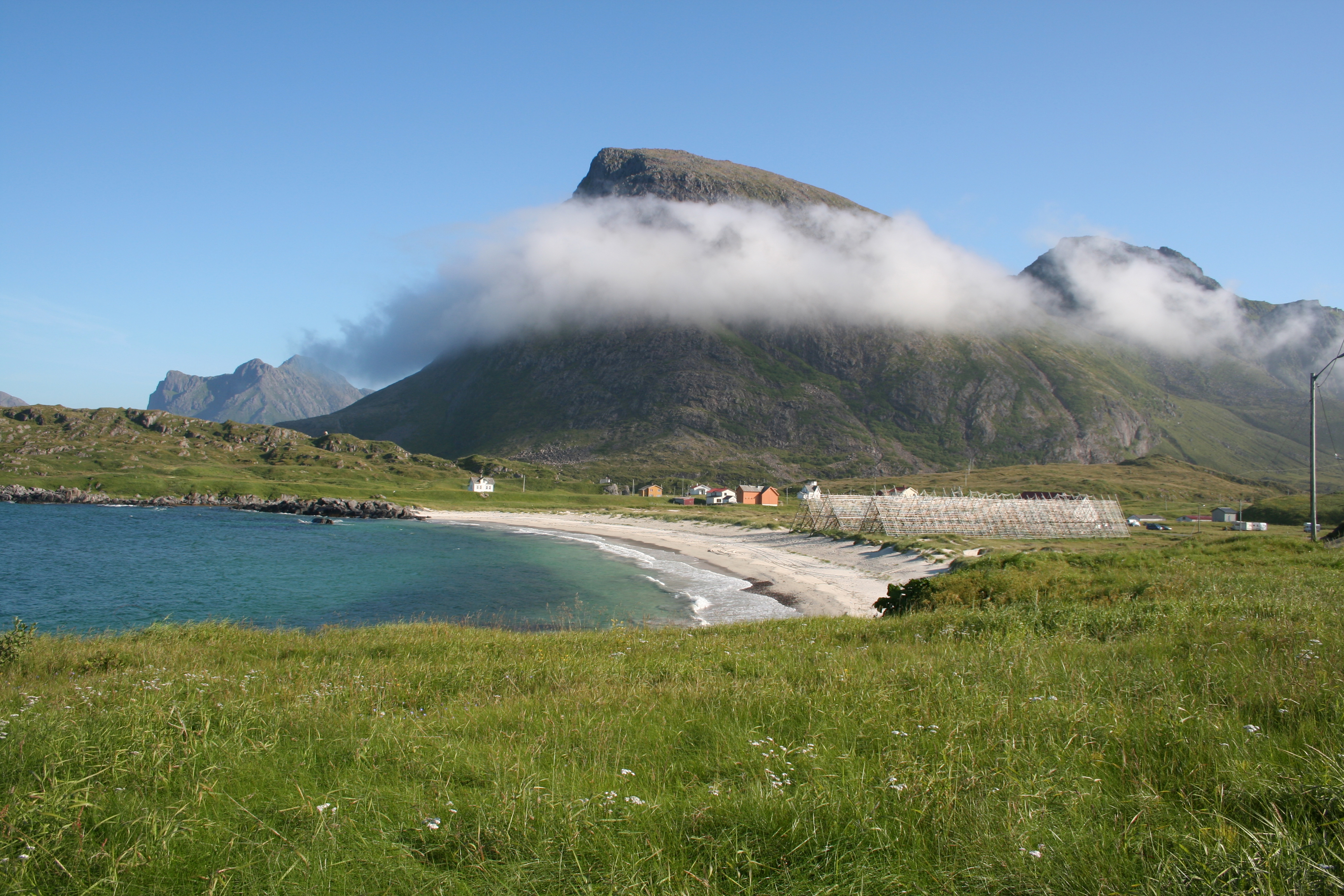
Hovden et le Malnesberg, au nord-ouest